# Ийа
И́йа (эст. Iia) — деревня в волости Пыхья-Сакала уезда Вильяндимаа, Эстония.
В 1991—2017 годах (до административной реформы местных самоуправлений Эстонии) входила в состав волости Кыпу (упразднена).

## География и описание
Расположена в 24 километрах к западу от уездного центра — города Вильянди. Высота над уровнем моря — 35 метров. Территория деревни включается в себя бо́льшую часть верхового болота Эрди c озером Эрди.
Климат умеренный. Официальный язык — эстонский. Почтовый индекс — 71210.

## Население
По данным переписи населения 2021 года, в Ийа проживали 19 человек, из них 18 (94,7 %) — эстонцы.
По данным переписи населения 2011 года, число постоянных жителей деревни составляло 23 человека, все — эстонцы.
Численность населения деревни Ийа по данным переписей населения:
| Год  | 1959 | 1970 | 1979 | 1989 | 2000 | 2011 | 2021 |
| ---- | ---- | ---- | ---- | ---- | ---- | ---- | ---- |
| Чел. | 45   | ↗ 47 | ↘ 32 | ↘ 30 | ↘ 20 | ↗ 23 | ↘ 19 |

## История
Официально в списке деревень с 1970 года как эст. Ija, c 1977 года как эст. Iia. Ранее считалась частью деревни Саарекюла (в 1977 году последняя была объединена с деревней Уйа).
На расположенном в деревне хуторе Вяйке-Мяннику (эст. Väike-Männiku) есть музей, основанный в 2000 году.

## Комментарии
1. ↑  Эстонские топонимы, оканчивающиеся на -а, не склоняются и не имеют женского рода (исключение — Нарва)[6].